# Pertusaria mattogrossensis
Pertusaria mattogrossensis är en lavart som beskrevs av Malme. Pertusaria mattogrossensis ingår i släktet Pertusaria och familjen Pertusariaceae.   Inga underarter finns listade i Catalogue of Life.